# Solfara Panche
La solfara Panche o miniera Panche è una miniera di zolfo sita in provincia di Enna nelle vicinanze di Assoro.
La solfatara era già attiva nel 1839, oggi è abbandonata.

## Incidenti
Il 2 settembre 1884 vi furono 10 morti e 18 feriti da asfissia da anidride solforosa prodottasi in un incendio.